# Chris D.
Chris D. (nascido Chris Desjardins; 15 de janeiro de 1953) é um poeta punk, crítico de rock, cantor, escritor, ator e cineasta. Ele é mais conhecido como o vocalista e fundador da banda de punk/deathrock de Los Angeles The Flesh Eaters.
Desjardins foi roteirista da revista Slash em 1977, quando formou o Flesh Eaters com vários amigos da cena punk de Los Angeles, incluindo Tito Larriva. Seu segundo álbum, A Minute to Pray, a Second to Die, gravado e lançado em 1981, contou com John Doe (X), DJ Bonebrake (X), Dave Alvin (The Blasters, X) e Steve Berlin (The Blasters, Los). Lobos). A banda gravou mais dois álbuns; Forever Came Today (1982) e A Hard Road to Follow (1983), com Don Kirk na guitarra, Robyn Jameson no baixo e Chris Wahl na bateria, Chris D. nos vocais e, ocasionalmente, Jill Jordan nos backing vocals.

## Vida pessoal
Desjardins foi casado com Julie Christensen. O casal se divorciou em 1988. Após o divórcio, Desjardins procurou ajuda para problemas com drogas e álcool em um programa de 12 etapas.

## Música
The Flesh Eaters eram um elemento básico da cena punk de Los Angeles nos anos 80. A banda tocou ao lado de bandas seminais como The Misfits e The Meat Puppets. Vários lançamentos originais de Flesh Eaters, como "River of Fever", foram gravados pela Shakeytown Music/BMI. Outros foram produzidos pela Upsetter, Invasion/Bomp, Zippo/Demon ou SST. Quando não estava trabalhando com The Flesh Eaters durante esse período, Desjardins era o co-líder, com a então esposa Julie Christensen, dos Divine Horsemen entre 1984 e 1988. No início de 2006, Desjardins se apresentou várias vezes na Califórnia, e uma vez em Londres, com John Doe, DJ Bonebrake, Dave Alvin, Bill Bateman e Steve Berlin como The Flesh Eaters. Esta formação da banda não se apresentava em conjunto desde 1981.
Desjardins lançou um LP semi-acústico solo na America's Enigma Records e na gravadora francesa New Rose, chamada "Time Stands Still" por Chris D./Divine Horseman em 1984. O álbum foi mais tarde lançado na Austrália pela Dog Meat Records de Melbourne. Apresenta os músicos convidados John Doe, Jeffrey Lee Pierce, Linda "Tex" Jones e Dave Alvin. Desjardins lançou um segundo álbum solo intitulado "I Pass for Human" como Stone By Stone, após o fim de seu casamento com Julie Christensen. Ele lançou um novo álbum solo "Love Cannot Die" através do selo Sympathy for the Record Industry em 1995.
De 1989 a 1993 e de 1997 a 2000, Desjardins se apresentou ao vivo com várias formações de The Flesh Eaters. Dois álbuns, "Ashes of Time" (1999) e "Miss Muerte" (2004), foram lançados durante o último período.
Chris D. trabalhou como A&R e produtor interno da Slash e da Ruby Records de 1980 até o início de 1984. Ele produziu todos os álbuns do Flesh Eaters e co-produziu o álbum de estréia do The Gun Club, Fire of Love, com Tito Larriva em 1982. Desjardins produziu os álbuns de estréia de The Dream Syndicate (The Days of Wine and Roses), Green On Red (Gravity Talks) e The Lazy Cowgirls. Ele remixou o LP Walk With Us de Misfits com Glenn Danzig e o What We Do Is Secret (EP) da Germs com Pat Smear.

### Upsetter Records
Upsetter Records foi uma Los Angeles com sede na Califórnia, gravadora fundada em 1978 por Chris D. e sua então namorada, a animação e artista gráfico Judith Bell.
Nomeado em homenagem a Lee "Scratch" Perry e ao dub reggae, popular entre os primeiros punks, Upsetter foi criado especificamente para lançar a discografia inicial dos Flesh Eaters, A única exceção no catálogo da gravadora. é a compilação seminal Tooth and Nail lançada em 1979, um álbum cheio de notáveis punk rock californiano dos Controllers, Middle Class, Germs, UXA, Negative Trend e Flesh Eaters.
Paralelamente à gravadora, Desjardins e Bell, em colaboração com Exene Cervenka, publicaram o punk zine de curta duração The Upsetter.

## Escritor
A Illiterati Press publicou Double Snake Bourbon, uma coleção de 139 páginas da poesia, letra e prosa de Desjardins. Desjardins escreveu para as revistas Slash, Forced Exposure, Asian Trash Cinema e Cult Movies. Ele passou quase vinte anos pesquisando e compilando uma enciclopédia de filmes japoneses de yakuza. Intitulada Gun and Sword: An Encyclopedia of Japanese Gangster Films 1955-1980, a pesquisa para o livro foi parcialmente financiada pela Japan Foundation Artist Fellowship. Ele também escreveu notas de introdução e faixas de comentários em áudio para DVDs de uma variedade de filmes clássicos japoneses, filmes de culto e arte italianos.
Em 2005, a homenagem de Desjardins aos diretores marginais do cinema japonês de culto, ação e exploração do período de 1950 a 1980 foi publicada pela I.B. Tauris, intitulada Outlaw Masters of Japanese Film.
A Minute to Pray, A Second to Die, uma antologia de 500 páginas da obra escrita de Chris D., foi publicada no final de 2009. Quatro obras adicionais, No Evil Star, Dragon Wheel Splendor & Other Love Stories of Violence and Dread, Shallow Water, and Worry Mother foram todos publicados em 2012. Em abril de 2013, a longa pesquisa Gun and Sword: An Encyclopedia of Japanese Gangster Films 1955-1980, de Desjardins, foi publicada pela Poison Fang Press.

## Filme
Desjardins já atuou em vários filmes, independentes e de grande orçamento. Em 1987, ele teve um pequeno papel no filme Orion No Way Out, ao lado de Kevin Costner e Gene Hackman como assassino. No mesmo ano, Desjardins desempenhou um papel na Border Radio, um filme independente que mais tarde foi lançado como parte da Criterion Collection. Na rádio Border, Desjardins interpreta um músico que luta contra as consequências de um assalto.
Em 2002, Desjardins escreveu e dirigiu seu primeiro longa-metragem, I Pass For Human, produzido e editado por Lynne Margulies. Foi lançado nos cinemas em março de 2004 e em DVD em outubro de 2006. Desjardins tentava produzir o filme desde a década de 1980 sob o título original "Hell's Belle". Ele trabalhou no departamento de programação da Cinemateca Americana em Los Angeles desde 1999, e foi programador de janeiro de 2006 a 1 de agosto de 2009. Ele ensina estudos de cinema na Califórnia e também faz comentários em DVD para vários filmes.